# Aquilegia aurea
Aquilegia aurea là một loài thực vật có hoa trong họ Mao lương. Loài này được Janka mô tả khoa học đầu tiên năm 1872.